# Okres Olkusz
Okres Olkusz (polsky Powiat olkuski) je okres v polském Malopolském vojvodství. Rozlohu má 618,14 km² a v roce 2024 zde žilo 105 385 obyvatel. Sídlem správy okresu je město Olkusz.

## Gminy
Městská:
- Bukowno

Městsko-vesnické:
- Olkusz
- Wolbrom

Vesnické:
- Bolesław
- Klucze
- Trzyciąż

## Města
- Bukowno
- Olkusz
- Wolbrom